# قائمة حرشفيات الأجنحة في البحرين
حرشفيات الأجنحة في البحرين تتكون من الفراشات والعث المسجلة من البحرين.
وفقا للتقديرات الأخيرة فإن هناك ما مجموعه 93 نوع من حرشفيات الأجنحة الحالية في البحرين باستثناء الفراشات الصغيرة.

## الفراشات

### الهيسبيريدا
- بيلوبيداس ثراكس.

### النحاسية
- تشيلاديس غالبا.
- تشيلاديس تروتشيلوس.
- لامبيديس بويتيكوس.
- تاروكوس روزاكيوس.
- فراشة الظلام العشب الأزرق.

### الحورائيات
- داناوس خريسيبوس.
- جونونيا أوريثيا.
- فانيسا كاردوي.

### بابيليونيدي
- بابيليو ديموليوس.

### بييريدي
- كاتوبسيليا فلوريلا.
- كروكيوس الصفراء.
- كولوتيس فاوستا.

## العث

### أركتيداي
- أوتيثيسا بولتشيلا.

### أوتوستيتشيدي
- هيرينغيتا أمسيلينا.
- توراتيا بساميتيسيلا.

### كوسيدي
- إيريموكوسوس فاولوغيري.
- غلوريوسوس هولكوسيروس.
- ويلتشيروكوسوس الحمل.

### كرامبيدي
- أمسيليا هيرينغي.
- أنسيلولوميا مايكروبالبيلا.
- نوموفيلا نوكتويلا.
- بيدياسيا نوميديلا.
- وسوراتثا سودانينسيس.

### إيثميدي
- إيثميا كوادرينوتيلا.

### جيوميتريدي
- سكوبولا ريليكتاتا.
- تراميندا مونديسيما.
- بيرفيارفا تيفرينا.
- سيميوثيسا سيرياكاريا.
- سكوبولا مينوراتا.
- سكوبولا أديلفاريا.
- رودوميترا ساكراريا.
- بسيودوستيرها روفيستريغاتا.
- بينغاسا لاهايي.
- فايوغراما ديسكيسا.
- نيروميا بولفيريسبارسا.
- مايكرولوكسيا المعشبة.
- جوردانيسكا تينويساريا.
- إيدايا ميميتيس.
- إيدايا إيلوستريس.
- إيدايا المحببة.
- أوبيثيسيا تينيلاتا.
- كاسيلدا أنتوفيلاريا.

### لاسيوكامبيدي
- ستريبلوتي سيفا.

### ليمانتريدى
- اليبريق الأيلية.

### الليليات
- ديسغونيا توريدا.
- دراستيريا ييربوريي.
- كونديكا فيسكوزا.
- كونديكا إيليكتا.
- إنفريكوينز كليتي.
- تشابورديس كليونيميا.
- كيروكالا سانا.
- كاتاميسيا الدنيا.
- كارديبيا سوسيابيليس.
- كارادرينا إنغراتا.
- أوتشا بوليفينويديس.
- أنوميتا سبيلوتا.
- أغروتيس سبينيفيرا.
- أغروتيس ساردزيانا.
- أغروتيس مارغيلانويديس.
- أغروتيس ياسيري.
- الظلام السيف العشب.
- أغروتيس هيرزوغي.
- أكانثوليبيس سيركومداتا.
- ميتوبوسيراس كنيوكيري.
- هيبينا أبيسينياليس.
- هيتيروبالبيا فيتوستا.
- هيتيروبالبيا بروفيستا.
- هيتيروبالبيا أكروستيكتا.
- هيليوثيس بيلتيغيرا.
- هيليوثيس نوبيغيرا.
- شامسة بيضاء.
- غنامبتونيكس إينيكسا.
- غاريلا النيلية.
- أوبليما سترامينيا.
- أوبليما سيتيكوزا.
- أوبليما روشي.
- أوبليما بارفا.
- أوبليما باليدولا.
- أوبليما غاينيري.
- أوبليما كوتشيليويديس.
- أوبليما الفقاعة.
- أوبليما بيستيلاتا.
- إيرياس إينسولانا.
- زيكيليتا رافاليس.
- الملفوف وبير.
- ثيسانوبلوسيا داوبي.
- ثياسيداس بوستيكا.
- ورق قطن ماوريتيا.
- ورق قطن ليتورا.
- دودة الحشد البنجر.
- ورق القطن هدب.
- سكيثوسينتروبوس إنكويناتا.
- ريفولا سيريسياليس.
- رينتشودونتوديس.
- بانديسما أنيسا.
- ميثيمنا براندتي.
- موكيس فروغاليس.[1]

### نوليدي
- نولا هاروني.

### بتيروفوريدي
- أغديستيس أدينينسيس.
- أغديستيس العربي.
- أغديستيس حكيمة.
- أغديستيس نانوديس.
- أغديستيس أولي.
- أغديستيس تاماريكيس.
- أغديستيس الفرخ الصينى.
- بتيروفوروس إيتشنوداكتيلا.

### ناريات
- أنكيلوسيس أسبيلاتيلا.
- أنكيلوسيس كوستيستريغيلا.
- أنكيلوسيس فاوستينيلا.

### سفنجيدا
- أغريوس كونفولفولي.
- دافنيس نيري.
- فراشة الصقر الطائر الطنان.
- هيليس يينياتا.

### فراشيات فتالة
- تراتشيسميا جيريتشوانا.